# 圖瓦盧君主
图瓦卢君主，图瓦卢的君主称号。图瓦卢的国家元首，由英國君主兼任。1978年图瓦卢独立后，王位設立，作為英聯邦內的獨立君主國。
图瓦卢君主为象征的存在，没有实权。通常由图瓦卢总督代行职务。而總督一職基本上由图瓦卢总理提名，君主本人正式任命。同時總理可向君主建議罷免總督，但君主在非常情況下可不接納其建議，如2013年中的憲政危機所發生般。
2008年图瓦卢曾舉行公投，決定是否保留君主制，結果為保留君主制。

## 歷代君主
| 君主         | 肖像 | 徽章 | 就任日期     | 卸任日期     | 備註     |
| ------------ | ---- | ---- | ------------ | ------------ | -------- |
| 伊丽莎白二世 |      |      | 1973年       | 2022年9月8日 | 任內逝世 |
| 查爾斯三世   |      |      | 2022年9月8日 | 現任         |          |